# 伊布斯河畔新霍芬
伊布斯河畔新霍芬是奥地利下奥地利州阿姆施泰滕县的一个市镇。总面积36.38平方公里，总人口2643人，人口密度72.6人/平方公里（2005年）。